# Pierre Thoré
Pierre Thoré, né le 19 janvier 1760 au Mans, mort dans la même ville le 18 juin 1829, est un homme politique français.

## Biographie
Négociant et maire du Mans de 1794 à 1795, il est député royaliste de la Sarthe de 1818 à 1819.

## Source
- « Pierre Thoré », dans Adolphe Robert et Gaston Cougny, Dictionnaire des parlementaires français, Edgar Bourloton, 1889-1891 [détail de l’édition]